# 劉斐
劉斐（1898年10月26日—1983年4月8日），字為章，湖南醴陵人，中国共产黨、中华人民共和国政治人物，原副国级领导人。國民革命軍陸軍中將:123。日本陸軍大學畢業。曾任第五戰區參謀處處長，國民政府軍事委員會作戰廳廳長、軍令部次長，國防部參謀本部次長等要職:123。第二次國共內戰時，他的建議造成國軍重大損失，战後，他脫離中國國民黨，跟隨中國共產黨。

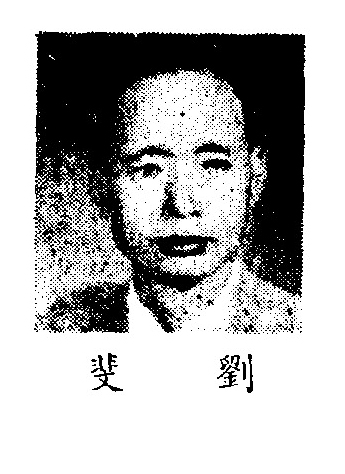

## 生平
1898年11月25日，生於湖南醴陵縣姚家壩鄉潭灣村一個農民家庭:123。
1917年夏，高小卒業在家，經別人撮合，與當地名醫邹翼经之女鄒碧君結婚:124。透過邹翼经結識時任連長的白崇禧:125。
劉斐在白崇禧所在連被任文書，不久便升任排長，並被選派到南寧講武堂學習:125。結業後，劉於1921年6月仍回桂系軍隊任排長:125。1922年，被派往李濟深在肇慶主辦西江講武堂學習:126。
1924年初，劉斐畢業後，任廣西討賊軍參謀。6月，任廣西定桂討賊聯軍少校參謀:126。
1926年7月任國民革命軍總司令部上校主任作戰參謀，同時得與一些中國共產黨黨員，如李富春、朱克靖、林伯渠等有所接觸:127。
1927年補送往日本留學，通過根本博少佐介紹至第1師團第57聯隊見習半年後，經考試進入日本陸軍步兵專門學校。1930年第一名畢業，免試入日本陸軍大學:128。
1934年春，劉畢業回國:129。在桂系任职，曾七次奔走于桂系与蒋介石之间调停双方矛盾。
1937年，中国抗日战争爆發，8月13日，劉斐被委任為國民政府軍事委員會第一部作戰組中將組長:130-131。
1938年初，中國國民黨國防最高會議常務委員會第四十三次會議決定，軍事委員會第一部與國民政府參謀本部合併組成軍令部，劉斐為第一廳廳長:132。3月24日，隨從蔣介石、白崇禧等飛抵徐州，後留在徐州協同李宗仁指揮台兒莊戰役:133。
1939年5月，劉斐兼代軍令部次長。1940年8月正式升任:134。
1945年，蔣介石裁撤軍事委員會軍令部，設立國防部，劉斐任參謀次長。從是年秋天起，劉斐開始提出辭職。終獲批准，只掛銜最高戰略顧問委員會委員:135。
1946年國共內戰爆發後，劉斐存心作出了許多錯誤的部署和建議，使國軍受到非常不利的後果。具體表現在叫王澤濬的第44軍由海州撤向徐州，叫黃百韜率第7兵團去援救王澤濬的第44軍，叫黃維率第12兵團奔馳千里趕到雙堆集袋形之地挨打，叫劉峙輕易放棄防禦工事做得極好、糧彈儲備豐富的徐州，叫杜聿明把邱清泉、李彌、孫元良三個兵團在公路上排成無法作戰的陣勢。
1949年2月19日，蔣介石約見劉斐，「談半小時」:154。3月30日，李宗仁與中國共產黨疏通，「增派劉斐參加和談」:174。4月1日，李宗仁派代表團與中國共產黨和談，劉斐以軍事顧問身分隨同飛抵北平，受到中國共產黨代表團款待。4月10日，中國共產黨中央委員會主席毛澤東在石家莊接見劉斐:137。劉斐贊成《國內和平協定》:123。劉斐等在中國共產黨代表團劝说下，於4月24日表示全體留北平:138。
1949年5月，他南返香港，號召反對蔣介石:138。8月13日，他發表通電，脫離中國國民黨，跟隨中國共產黨:123。事後，他被中國國民黨永遠開除黨籍，並予以通緝:138-139。9月，劉到北平參加中國人民政治協商會議:139。
1950年，加入中國國民黨革命委員會。后歷任中华人民共和国中央人民政府人民革命军事委员会委員，國防委員會委員，中华人民共和国国防部研究組組長，中南軍政委員會委員兼水利部部長，體育運動委員會主任，文教委員會副主席；全国政协第二、三、四届委員，第五届副主席；第一、二、三届全国人大代表，第四、五届全國人大常務委員会委员等職:139。
文化大革命初期，他飽受皮肉之苦。其妻被紅衛兵強迫把頭髮剪成陰陽頭，夫妻倆都被鞭打、罚跪，存摺、現金全被搶走，還被迫在北太平莊國務院宿舍掃地。
1983年4月8日，在北京病逝:139。

## 中共地下党员之疑
史家楊天石根據蔣介石日記考證，劉斐在擔任軍事委員會第一部作戰組組長時，在日軍進行淞滬會戰金山衛登陸作戰時，刻意提供錯誤情報給國民政府，使得日軍順利登陸，造成國軍巨大傷亡。隨後國軍在南京防衛戰失敗，第一次入緬遠征軍作戰失敗，與劉斐皆有關係，推斷他在對日抗戰時，已經是一名中共地下黨員，刻意使國軍作戰失敗，以削弱國民政府。
很多人认为劉斐是長期潛伏在中國國民黨內之中國共產黨地下黨員。胡宗南的机要秘书熊向晖稱劉斐在1930年已加入共產黨。
張發奎在國民黨丟失中國大陸的評價中提到：「根本問題是毛澤東對國軍在戰場上的一舉一動、南京周圍的防守據點等重要情況都一清二楚。國防部參謀次長劉斐一直把國軍的作戰計畫、部隊的配備和駐地等重要情報，通過秘密途徑送給毛澤東。甚至連國軍打算什麼時候向共軍某一據點發動攻勢，毛澤東也都瞭如指掌。因此徐州會戰結局如此毫不足怪。」
劉斐任參謀次長其間，直接參與計劃第二次國共內戰多場戰役，包括第七十四軍進攻山東、豫東戰役、國共三大戰役等。而三大戰役中，國軍戰略意圖早被共軍得悉而陷入被動，與劉斐洩密有關。刘斐女兒刘沉刚寫的《刘斐将军传略》一書，人大常委會副委員長程思遠在序言中透露劉「存心作出了許多錯誤的部署和獻議，使國民黨軍受到非常不利的後果」。
然而，俞大維堅信其「牆頭草」而已，稱其為「中國共產黨黨員」則略嫌誇大。
国民党要员不认为刘是打入其内部的“共谍”的还有白崇禧，白的理由是刘斐在赴北平和談後还从北平辗转天津到了香港，若是“共谍”他就没必要那时还逃港。

### 書籍
- . 亞太政治哲學文化出版有限公司. 2017. ISBN 9789869373937.